# 梁堌堆遗址
梁堌堆遗址，位于山东省菏泽市曹县侯集镇梁堆村，是中华人民共和国全国重点文物保护单位之一。
1977年12月23日，授予山东省文物保护单位，是一座古遗址。2019年10月7日公布为第八批全国重点文物保护单位。